# Петропавловский, Борис Сергеевич
Бори́с Серге́евич Петропа́вловский (14 (26) мая 1898, Курск — 6 ноября 1933, Ленинград) — российский и советский военный инженер-артиллерист, участник Первой мировой и Гражданской войн, один из организаторов разработок ракетной техники в СССР, руководитель Газодинамической лаборатории, главный инженер Ленинградского отделения Реактивного научно-исследовательского института (РНИИ). Герой Социалистического Труда (1991, посмертно). Именем Б. С. Петропавловского был назван кратер на обратной стороне Луны.

## Биография
Родился 14 (26) мая 1898 в Курске в семье полкового священника. 

### Служба в Российской императорской армии
В 1910 году по наставлению отца на казённый кошт поступил в Суворовский кадетский корпус в Варшаве. В 1915 году окончил 7-й класс корпуса вице-фельдфебелем. С 15 мая продолжил обучение юнкером на ускоренном курсе Константиновского артиллерийского училища в Петрограде. 1 ноября 1915 года завершил обучение на курсе, был произведён в прапорщики. В годы Первой мировой войны, с 6 декабря 1915 года воевал на Западном фронте, служил в отдельной лёгкой батарее для стрельбы по воздушным целям. В феврале 1917 года поручик Петропавловский стал командиром батареи. За отличие в боевых действиях награждён орденом Святого Станислава 3-й степени с мечами и бантом.

### В советский период
После Октябрьской революции остался в России. В январе 1918 года демобилизовался и работал секретарём Новоторжского уездного исполнительного комитета в Тверской губернии.
2 февраля 1919 года, по офицерской мобилизации, как «военспец» знающий немецкий и польский языки, призван в ряды Красной армии. 11 февраля назначен командиром 1-й противосамолётной батареи 4-й пехотной стрелковой дивизии 9-й армии. Принимал участие в боях с белогвардейцами на Южном и Западном фронтах. 13 сентября в бою у хутора Арсеньевского Усть-Бузулукской станицы был дважды ранен, лечился в госпитале. После выздоровления служил командиром батареи 54-го лёгкого артдивизиона. В 1920 году стал членом ВКП(б). С 1920 по 1922 год служил командиром батареи 54-го лёгкого артиллерийского дивизиона, переименованной в 1921 году во 2-ю вьючно-горную батарею.
1 мая 1922 года был назначен начальником Артиллерийской школы 2-й Кавказской имени Стёпина стрелковой дивизии, но вскоре вернулся на должность командира батареи. В феврале 1923 года назначен помощником командира лёгкого артиллерийского дивизиона 2-й Кавказской стрелковой дивизии.
В 1924 году был командирован на учёбу в Военно-техническую академию РККА им. Дзержинского в Ленинграде. В 1929 году окончил академию, после чего был направлен ведущим инженером в Газодинамическую лабораторию (ГДЛ). В мае 1930 года после смерти первого руководителя ГДЛ Н. И. Тихомирова возглавил лабораторию. Петропавловский писал своей жене Кетеван (Кето) Ивановне Саркисовой: «Получил вчера из Москвы телеграмму о назначении меня начальником лаборатории. Это меня и устраивает и не устраивает. Удобно то, что я теперь без всяких помех могу осуществлять свои идеи, но с другой — это связано с выполнением массы административно-хозяйственных функций, которые я не особенно долюбливаю». Под руководством Петропавловского разрабатывались ракетные снаряды на бездымном порохе РС-82 и РС-132, а также крупные дальнобойные снаряды весом 118 и 500 килограммов, жидкостные ракетные двигатели и ракеты с ними. По его инициативе также ГДЛ переключилась на создание безоткатных орудий с пусковыми устройствами в виде простых ажурных труб для стрельбы реактивными снарядами. Кроме того, сотрудники лаборатории проводили испытания ракетного оружия на истребителях и бомбардировщиках, отрабатывали пороховые ускорители для самолётов. Руководил ГДЛ до 1932 года, когда был смещён как «социально чуждый элемент» (сын священника); на этой должности его сменил Н. Я. Ильин. С сентября 1933 года, после объединения Газодинамической лаборатории и МосГИРДа в Реактивный научно-исследовательский институт (РНИИ) по ноябрь 1933 года был главным инженером ленинградского отделения института. Работу в ГДЛ совмещал с преподавательской деятельностью в Академии им Ф. Э. Дзержинского и работой в ЛенГИРДе. Внёс большой вклад в создание реактивных снарядов для реактивного миномёта «Катюша».
По воспоминаниям академика В. П. Глушко Петропавловский был хорошим спортсменом, во время обучения в академии «на всесоюзных армейских состязаниях по гимнастике он занял второе место. И то только потому второе место, что лишний раз перекрутил на турнике „солнце“…», и тем неожиданна была его скоротечная смерть: на испытательном полигоне во время испытаний он разгоряченный лёг на землю, после чего сильно простудился и 6 ноября 1933 года умер от горловой чахотки.
Похоронен на Смоленском православном кладбище в Ленинграде.

## Семья
Отец — Сергей Федорович Петропавловский (1865—после 1937), полковой священник, кавалер орденов Святого Георгия, Святой Анны и  Святого Владимира, участник Первой мировой войны, был репрессирован.
Жена (с 1930) — Кетеван Ивановна Саркисова (1909—1994), инженер-конструктор в ГДЛ, сестра второй жены В.П. Глушко.
Дочь — Валерия Борисовна Петропавловская (в замужестве Бондалетова; род. 1931).

## Награды
Официальное признание Б. С. Петропавловский и другие участники создания знаменитого реактивного оружия Второй мировой воины — реактивного миномёта «Катюша» — получили только в 1991 году. Указом Президента СССР М. С. Горбачёва от 21 июня 1991 И. Т. Клеймёнову, Г. Э. Лангемаку, В. Н. Лужину, Б. С. Петропавловскому, Б. М. Слонимеру и Н. И. Тихомирову посмертно было присвоено звание Героя Социалистического Труда.

## Память
В 1967 году по инициативе академика В. П. Глушко именем Петропавловского был назван кратер на обратной стороне Луны.